# Bozova
Bozova (Hewenc en kurde)est une ville et un district de la province de Şanlıurfa dans la région de l'Anatolie du sud-est en Turquie.